# نینا مورادیان
نینا مورادیان (ارمنی: Նինա Մուրադյան؛ زادهٔ ۱۷ اوت ۱۹۵۴ در ایروان) یک بازیکن والیبال سابق اهل ارمنستان است.

## زندگی‌نامه ورزشی
وی بین سال‌های ۱۹۷۶ تا ۱۹۷۸ میلادی عضو «تیم ملی والیبال بانوان اتحاد شوروی» بود.
وی به همراه این تیم موفق به کسب نشان نقره در بازی‌های المپیک تابستانی ۱۹۷۶ مونترال، نشان طلا در مسابقات قهرمانی اروپا و نشان نقره در مسابقات قهرمان جهان شد.
مربیگری
- تیم زیر ۲۰ سال زنان آلمان (۱۹۹۰–۲۰۰۳)
- تیم ملی زیر ۲۰ سال مردان آلمان (۲۰۰۳–۲۰۰۷)
- تیم ملی زیر ۲۰ سال مردان اتریش (۲۰۰۷-اکنون)

## زندگی شخصی
وی در سال ۱۹۸۸ میلادی ازدواج نمود و به آلمان مهاجرت نمود.